# Злотники-Куявске (гмина)
Злотники-Куявске (пол. Złotniki Kujawskie) — сельская гмина (волость) в Польше, входит как административная единица в Иновроцлавский повет, Куявско-Поморское воеводство. Население — 8953 человека (на 2004 год).

## Сельские округа
1. Бендзитово
2. Бронево
3. Домбрувка-Куявска
4. Доброгосцице
5. Дзвежхно
6. Гневкувец
7. Йорданово
8. Кренжолы
9. Леще
10. Лисево-Косцельне
11. Межвин
12. Нищевице
13. Пальчин
14. Пенхово
15. Руцевко
16. Руцево
17. Тарково-Гурне
18. Тучно
19. Злотники-Куявске

## Прочие поселения
1. Бендзитувек
2. Бронимеж-Вельки
3. Хеленово
4. Колебники
5. Кронжково
6. Подгай
7. Поповички
8. Тупадлы

## Соседние гмины
1. Гмина Барцин
2. Гмина Иновроцлав
3. Гмина Лабишин
4. Гмина Нова-Весь-Велька
5. Гмина Пакость
6. Гмина Роево